# Індустріальна вулиця (Житомир)
Індустріальна вулиця — вулиця в Богунському районі міста Житомира.    

## Характеристики
Бере початок від вулиці Вільський Шлях, завершується на перехресті з вулицею Тараса Бульби-Боровця. Довжина — 400 м.    
Від вулиці бере початок 1-й Індустріальний провулок.   

Забудова — садибна житлова, що сформувалася переважно у 1950-х роках та багатоповерхова житлова, що формувалася упродовж кінця 1970-х — кінця 1980-х рр.   

## Історія
Вулиця складається з двох частин, які згодом з'єдналися.    
Північна частина вулиці (між садибами № 11 та № 29) сформувалася у 1950-х роках як нова вулиця на вільних від забудови землях колишнього хутора Видумка. Отримала нинішню назву у 1958 році. Назва Індустріальна обумовлена тим, що вулиця та дотичні до неї провулки виникли неподалік новосформованого тоді промислового вузла, підприємства якого представляли переважно галузь будівельної індустрії.   
Південно-західна частина вулиці, тобто її нинішній початок (до повороту на північ), показана на плані 1951 року як 1-й Старопоштовий провулок. Назва закріплена у 1958 році. Назва похідна від колишньої назви вулиці Вільський Шлях (Старопоштова вулиця) з якої брав початок 1-й Старопоштовий провулок.    
У 1968 році обидві ділянки були об'єдані під назвою Індустріальна вулиця, здійснено переадресацію будинків з 1-го Старопоштового провулка до Індустріальної вулиці. 1-й Старопоштовий провулок ліквідовано.   
Наприкінці 1970-х років на початку вулиці зі східного боку збудовано три багатоквартирні чотириповерхові будинки. У 1986 році здійснено будівництво п'ятиповерхового будинку за № 10.    
Станом на 1915 рік вісь майбутньої Індустріальної вулиці перетинала межа між підпорядкованими місту землями та селом Крошня Житомирського повіту. Межа проходила приблизно між нинішніми садибами № 9 та № 11 та паралельно нинішній південній межі гаражного кооперативу «Промінь».                